# La Mort du roi Tsongor
La Mort du roi Tsongor est un roman de Laurent Gaudé publié le 20 août 2002 par Actes Sud et ayant reçu le prix Goncourt des lycéens la même année et le prix des Libraires l'année suivante. Pour ce roman Laurent Gaudé a eu 2 principales sources d'inspiration, des épopées de l'Illiade par exemple et de livres et de photos de paysages, mais surtout des cérémonies religieuses de l'ancien temps. L'histoire se déroule, on le suppose, dans l'Antiquité ou le Moyen-Âge dans une contrée d'Afrique, aucune date ni de repère géographique n'est nommé dans le roman, mais certains indices peuvent nous laisser imaginer. Le livre de Laurent Gaudé est maintenant dans le programme scolaire du collège.

## Résumé
L'histoire se déroule dans un désert africain et ressemble à celle de la guerre de Troie : deux hommes se battent pour une femme entraînant leurs armées avec eux. Sango Kerim et Kouame sont les deux prétendants de Samilia, la fille du roi Tsongor. Ces hommes ont monté leur armée pour se combattre en vain, car Samilia a quitté le front, ayant décidé de ne choisir aucun des deux hommes. Ces deux hommes seront tués par un personnage drogué, Barnak, l'un des lieutenants de Kouame. Souba, le plus jeune fils du roi Tsongor, a pour mission de bâtir sept tombeaux qui représenteront son père, cachés dans des lieux reculés. Pendant ce temps Katabolonga, serviteur et ami du roi, veille sur le corps de Tsongor en attendant le retour de Souba.

## Éditions
Éditions imprimées
- La Mort du roi Tsongor, Actes Sud, coll. « Domaine français », 2002, 204 p. (ISBN 978-2-7427-3924-0)
- La Mort du roi Tsongor, Actes Sud, coll. « Babel » (no 667), 2004, 204 p. (ISBN 978-2-7427-5298-0)
- La Mort du roi Tsongor, Librairie générale française, coll. « Le Livre de poche » (no 30474), 2006, 219 p. (ISBN 978-2-253-10861-0)

Livre audio
- Pierre-François Garel (narrateur), La Mort du roi Tsongor, Paris, éditions Thélème, 2012 (ISBN 978-2-87862-716-9)Support : 1 disque compact audio MP3 ; durée : 5 h 38 min environ

## Adaptations théâtrales
Laurent Gaudé a tiré de son roman une pièce de théâtre portant le même titre, et qui a fait l'objet de deux adaptations :
- le 18 janvier 2008, à la maison du Conte, de Chevilly-Larue, dans une mise en scène et une adaptation de Guillaume Servely, avec une création musicale de Simon Kastelnik[1] ;
- le 13 janvier 2009, au centre culturel de Bonlieu (scène nationale d'Annecy), dans une mise en scène et une adaptation de Charlie Brozzoni, avec une création musicale de Claude Gomez[2].